# Dewey Robinson
Dewey Robinson (* 17. August 1898 in New Haven, Connecticut; † 11. Dezember 1950 in Las Vegas, Nevada) war ein US-amerikanischer Schauspieler.

## Leben
Dewey Robinson wurde als viertes Kind von Rose (1862–1914) und Max Mordechai Robinson (1862–1926) geboren. Seine Geschwister waren Miriam (1886–1952), Arthur (1894–1972), Lilian (1896–1953) und Esther (1905–1931).
Er war von 1928 bis zu seinem Tod mit Louise Arlene Woolner verheiratet. Er starb im Alter von 52 Jahren an einem Herzinfarkt in Las Vegas und wurde im Chapel Of The Pines Crematory in Los Angeles beigesetzt.

## Wirken
In den 1930er und 1940er Jahren spielte Robinson in insgesamt über 270 Filmen mit. Der großgewachsene, bullige Darsteller spielte vor allem körperbetonte Charaktere, deren Intelligenz oftmals zugleich nicht sehr hoch war. Viele seiner Filmauftritte waren schmal, doch gelegentlich erhielt er die Chance zu einer größeren Nebenrolle.
Zu seinen ersten größeren Filmrollen gehört die Rolle des Ed Deal im Western Gesetz und Ordnung aus dem Jahre 1932, eine größere Rolle hatte er auch als Mobster an der Seite von Edward G. Robinson in dem Gangsterfilm Little Giant. Im Jahr 1935 war er als einer der amateurhaften Theaterschauspieler in Max Reinhardts starbesetzter Verfilmung von Ein Sommernachtstraum zu sehen. In den 1940er-Jahren trat Robinson in kleineren Nebenrollen in einigen Komödien von Preston Sturges auf. Im Abenteuerfilm von 1950 Die Piratenbraut spielte er die Rolle des Piraten Kryl. Sein letzter Film Die Söhne der drei Musketiere wurde über ein Jahr nach seinem Tod veröffentlicht.

## Filmografie (Auswahl)
- 1931: Tarnished Lady
- 1931: Enemies of the Law
- 1931: Bullmania (Kurzfilm)
- 1931: The Woman from Monte Carlo
- 1932: Cheaters at Play
- 1932: Wenn ich eine Million hätte (If I Had a Million)
- 1932: Gesetz und Ordnung (Law and Order)
- 1932: Six Hours to Live
- 1932: Blonde Venus
- 1933: Sie tat ihm unrecht (She Done Him Wrong)
- 1933: Verschollen in New York (Bureau of Missing Persons)
- 1933: Der kleine Gangsterkönig (The Little Giant)
- 1933: Die Legion des Todes (The Devil’s in Love)
- 1933: Roman Scandals
- 1933: Shadows of Sing Sing
- 1933: Murder on the Campus
- 1934: The Big Shakedown
- 1935: Ein Sommernachtstraum (A Midsummer Night's Dream)
- 1935: Was geschah gestern? (Remember Last Night?)
- 1935: Goin’ to Town
- 1935: Pursuit
- 1936: All American Chump
- 1937: Slave Ship
- 1937: The 13th Man
- 1937: The Toast of New York
- 1940: Der große McGinty (The Great McGinty)
- 1940: Tin Pan Alley
- 1940: Weihnachten im Juli (Christmas in July)
- 1940: Dance, Girl, Dance
- 1940: Die wunderbare Rettung (Strange Cargo)
- 1941: Sullivans Reisen (Sullivan's Travels)
- 1942: Isle of Missing Men
- 1942: Atemlos nach Florida (The Palm Beach Story)
- 1942: Casablanca
- 1943: Eine Frau für den Marshall (The Woman of the Town)
- 1944: Heil dem siegreichen Helden (Hail the Conquering Hero)
- 1944: Murder, My Sweet
- 1945: Incendiary Blonde
- 1945: Stairway to Light
- 1945: Pardon My Past
- 1946: Die Gräfin von Monte Christo (The Wife of Monte Cristo)
- 1946: Der Todesreifen (Suspense)
- 1947: Michigan Kid
- 1947: Frau ohne Moral? (Dishonored Lady)
- 1947: Die Wildwest-Witwe (The Wistful Widow of Wagon Gap)
- 1948: Abrechnung in Coroner Creek (Coroner Creek)
- 1948: My Dear Secretary
- 1948: Abenteuer im Wilden Westen (The Dude Goes West)
- 1948: Rivalen am reißenden Strom (River Lady)
- 1949: Kuß um Mitternacht (That Midnight Kiss)
- 1949: Die schwarzen Teufel von Bagdad (Bagdad)
- 1949: El Paso, die Stadt der Rechtlosen (El Paso)
- 1949: Kopfpreis 5000 Dollar (Hellfire)
- 1949: Cowboy-Gangster (Tough Assignment)
- 1949: The Beautiful Blonde from Bashful Bend
- 1950: Die Piratenbraut (Buccaneer's Girl)
- 1950: Stadt im Dunkel (Dark City)
- 1950: Vater der Braut (Father of the Bride)
- 1950: Der Unglücksrabe (The Yellow Cab Man)
- 1950: Der einsame Champion (Right Cross)
- 1950: Südsee-Vagabunden (South Sea Sinner)
- 1951: Auf Bewährung freigelassen (The Company She Keeps)
- 1951: Von Gier besessen (Inside Straight)
- 1952: Die Söhne der drei Musketiere (At Sword's Point)